# Kyan Chōtoku
Chotoku Kyan (喜屋武 朝徳 Kyan Chōtoku?, diciembre de 1870, Shuri, Okinawa - 20 de septiembre de 1945, Ishikawa, Okinawa) (también llamado Chotoku Kiyan) era un okinawense practicante de karate que era famoso por sus habilidades en dicho arte y su colorida vida personal. Tuvo una gran influencia en los estilos de karate que se convertirían en las variantes del Shorin-Ryu el matsubayashi shorin ryu del maestro Shōshin Nagamine.

## Primeros años de vida
Chotoku Kyan nació siendo el tercer hijo de Chofu Kyan, quien era uno de los administradores del Reino de Ryūkyū antes de la anexión oficial de este por Japón como  Prefectura de Okinawa. Originalmente el padre de Chotoku Kyan pertenecía al clan Kyan de altos funcionarios de la corte o Pechin, los cuales vivían en el pueblo de Shuri Gibu, siendo así también un miembro genuino de la clase guerrera Shuri, cuyo concepto similar a los samurái fue importado de Japón.
Su padre (nacido en 1839) era el hijo mayor de Motonaga Chōyō y un miembro de la octava generación de Motobu Udun, un clan perteneciente a la realeza, y había sido adoptado en la familia Kyan a la edad de 17 años para convertirse en el jefe de la familia de la abuela de Chōtoku, Manabe, la tercera hija de Kyan Uēkata Chōiku. Él mismo estudió karate con Matsumura Sōkon. Chōtoku, por otro lado, fue adoptado de nuevo en la familia Motonaga para continuar la sucesión de la familia de su padre.
Kyan se destacó por ser de baja estatura y padecer asma. También tenía mala vista, lo que puede haber llevado a su apodo temprano "Chan-Migwa" (El Ojos entornados-Chan).

## Aportes al Karate
Es muy probable que el padre de Kyan posiblemente con experiencia en karate le enseñara a Kyan el arte de la lucha y presas o tegumi en sus primeros años.
Desde la edad de 16 años, Chōtoku estudió con Matsumura Sōkon durante dos años. Luego, junto con su padre Chōfu, se mudó a Tokio, donde permaneció durante un total de 9 años como parte del círculo interior de  Shō Tai, el antiguo y último rey del reino de Ryūkyū. Según otras fuentes junto a su padre se mudó a Japón a la edad de 12 años, donde permaneció hasta los 16 años.
Después de regresar a casa, probablemente a la edad de 20 años comenzó a estudiar Tomari-te con Kosaku Matsumora y Kokan Oyadomari de la aldea de Tomari. Debido al desacuerdo entre las fuentes en cuanto a la cronología de sus reubicaciones, no es posible establecer de manera confiable la edad correspondiente a su formación con estos maestros.
A los 30 años de edad, Kyan Chōtoku fue considerado un maestro de los estilos de karate conocidos como Shuri-te y Tomari-te.
Kyan tuvo varios discípulos, sin embargo el estudiante que más tiempo lo acompañó fue Zenryō Shimabukuro, quien estudió con Kyan durante más de 10 años.[cita requerida] Kyan también es conocido por animar a sus estudiantes a visitar burdeles y participar en el consumo de alcohol en varios momentos.
Kyan participó en la reunión de maestros de Okinawa en 1936, donde se estandarizó el término "karate" y se tomaron otras decisiones de gran alcance con respecto a las artes marciales de la isla en ese momento.
Kyan sobrevivió a la batalla de Okinawa en 1945, durante la Segunda Guerra Mundial pero murió de fatiga y desnutrición en septiembre de ese mismo año.